# Leiopsammodius horaki
Leiopsammodius horaki är en skalbaggsart som beskrevs av Rakovic och Kral 1996. Leiopsammodius horaki ingår i släktet Leiopsammodius och familjen Aphodiidae. Inga underarter finns listade i Catalogue of Life.